# Введенська сільська рада (Кетовський район)
Вве́денська сільська рада (рос. Введенский сельский совет) — сільське поселення у складі Кетовського району Курганської області Росії.
Адміністративний центр — село Введенське.
Населення сільського поселення становить 5876 осіб (2017; 5206 у 2010, 4358 у 2002).

## Склад
До складу сільського поселення входять:
| Населений пункт     | Населення, осіб (2002) | Населення, осіб (2010) |
| ------------------- | ---------------------- | ---------------------- |
| Введенське, село    | 3913                   | 4537                   |
| Логоушка, присілок  | 266                    | 420                    |
| Малиновка, селище   | 59                     | 58                     |
| Медвежанка, селище  | -                      | -                      |
| Чернавський, селище | 120                    | 191                    |